# معتصم (اسم)
معتصم هو اسم علم مذكر من أصل عربي، ومعناه هو من الفعل اعتصم الممتنع الأبي المنيع.

## شخصيات تحمل الاسم
- معتصم البسطامي (6 يونيو 1999 – )
- معتصم النهار (6 ديسمبر 1987 – )
- معتصم سالم (لاعب كرة قدم مصري، 2 سبتمبر 1980[4] – )
- معتصم ياسين (28 يوليو 1996 – )
- معتصم سامي (18 شتنبر 1991 – )

## وصلات خارجية
- موسوعة السلطان قابوس لأسماء العرب